# تپه بالاخانه
تپه بالاخانه مربوط به دوره سلجوقی است و در شهرستان فریمان واقع شده و این اثر در تاریخ ۱ آذر ۱۳۸۸ با شمارهٔ ثبت ۲۸۱۰۴ به‌عنوان یکی از آثار ملی ایران به ثبت رسیده‌است.